# Призрачный вор
«Призрачный вор» (англ. The Phantom Thief) — детективный фильм с элементами комедии режиссёра Д. Росса Ледермана, который вышел на экраны в 1946 году.
Этой шестой фильм киноцикла об исправившемся воре по прозвищу Бостонский Блэки, роль которого, как и в предыдущих фильмах, сыграл Честер Моррис. В этом фильме Эдди Александер (Мюррей Алпер), бывший вор и приятель напарника Блэки по прозвищу Коротышка (Джордж Э. Стоун), который работает шофёром у богатой миссис Энн Дункан (Джефф Доннелл), по её поручению крадёт у её медиума доктора Неджино (Марвин Миллер) коробку, в которой оказывается ценное ожерелье. Заподозрив, что оно могло быть ворованным, Эдди обращается за помощью к Бостонскому Блэки, который советует вернуть коробку её владельцу, но сам решает проследить за происходящим. Вскоре во время спиритического сеанса Эдди убивают, и появляется инспектор полиции Фаррадей (Ричард Лейн), который, как обычно, первоначально хочет повесить обвинение на Блэки, но вскоре тот выходит на двух более реальных подозреваемых — мужа Энн по имени Рекс (Уилтон Графф), а также Неджино. В финальной сцене с помощью ловко организованного трюка на спиритическом сеансе Блэки удаётся разоблачить преступников.
Этот скромный фильм не привлёк заметного внимания критики, хотя современные киноведы отметили интересное сочетание в нём жанров детектива, фильма ужасов о сверхъестественном и комедийных элементов, а также на интересную игру некоторых актёров второго плана.

## Сюжет
В богатом доме в Нью-Йорке Бостонский Блэки (Честер Моррис) приходит домой, обнаруживая записку от своего друга и помощника Коротышки (Джордж Э. Стоун) о том, что он отправился выручать друга из беды. Вскоре Коротышка неожиданно возвращается через балконное окно, а на улице слышатся звуки полицейской сирены. После настойчивых требований Блэки объяснить происходящее Коротышка рассказывает о своём друге, тоже бывшем воре, Эдди Александере (Мюррей Алпер). В этот момент через то же окно появляется Эдди в шофёрской униформе, который показывает шкатулку с документами. Когда Блэки вскрывает её, там оказывается дорогое ожерелье. Эдди рассказывает, что украл шкатулку по указанию своей хозяйки Энн Дункан (Джефф Доннелл), которая сказала, что внутри неё будут бумаги. Блэки вспоминает, что мужем Энн является богатый нефтяник Рекс Дункан (Уилтон Графф). Когда полицейские начинают ломиться в дверь, Блэки выпроваживает Коротышку и Эдди через балконное окно. Открыв дверь, Блэки показывает полицейским записку от Коротышки, заявляя, что более ему ничего не известно. Удовлетворившись его объяснениями, полицейские уходят, и Блэки приглашает обратно в комнату Коротышку и Эдди, который рассказывает, что украл это ожерелье у предсказателя Неджино (Марвин Миллер), которого регулярно посещает Энн. Блэки берёт шкатулку с намерением вернуть её Неджино.
Через окно своего офиса Неджино наблюдает за появившимися у дверей Блэки, Коротышкой и Эдди, заявляя своему партнёру доктору Нэшу (Форбс Мюррей), что грабитель вернулся. Неджино узнаёт Блэки, и если, как он предполагает, тот принёс драгоценности, что всё в порядке. Нэш прячется, а медиум идёт поговорить с Блэки. Когда Неджино просит просто вернуть драгоценности и тем самым закрыть вопрос, Блэки не торопится их отдавать и хочет разобраться. На вопрос об Энн Неджино отвечает, что она страдает серьёзным психическим заболеванием. Он говорит, что сам он не верит в чудеса и просто использует свой имидж медиума для лечения психических заболеваний своих пациентов. Неджино приглашает Блэки, Коротышку и Эдди на очередной спиритический сеанс, который он собирается провести для Энн. Неджино даёт указание секретарше Сандре (Дасти Андерсон) проводить гостей в кабинет и срочно вызвать Энн, а затем тихо поручает ей также позвонить в полицейское управление инспектору Фаррадэю (Ричард Лейн). Энн приезжает на спиритический сеанс вместе со своим мужем, который скептически относится к методам Неджино.
В тёмной комнате собираются Блэки, Коротышка, Эдди, Энн и Рекс. Доктор Неджино ложится на кушетку, и Сандра привязывает его. Войдя в транс, Неджино произносит, что призрак отца Энн хочет поговорить с любимой дочерью, но что-то стоит между ними. Неджино говорит, что это кто-то злой в этой комнате, кто мешает их контакту. От волнения Энн вскрикивает. Когда Блэки включает свет, в центре комнаты лежит зарезанный Эдди. В этот момент в комнату врывается Фаррадэй со своими людьми, а Сандра просит срочно пригласить из соседней комнаты доктора Нэша для помощи Неджино, который не выходит из транса. Тем временем Блэки незаметно прячет шкатулку в книжный шкаф. Рекс сообщает, что убитым является его шофёр Эдди Александер. Сандра говорит, что Эдди является тем грабителем, по поводу которого она звонила ранее, и сейчас он пришёл сюда вместе с Блэки и Коротышкой. Инспектор Лейн обыскивает Блэки и Коротышку, но ничего не находит. Нэш говорит, что у Неджино глубокий шок, и некоторое время он не сможет говорить. Энн рассказывает, что когда был выключен свет, ей показалось, что за её спиной были какие-то руки. Когда Лейн и сержант Мэтьюз (Фрэнк Салли) задерживают Блэки и Коротышку и закрывают их в небольшой служебной комнате, тем удаётся сбежать по оказавшемуся там секретному туннелю. Пока Лейн объявляет полицейскую облаву на Блэки и Коротышку, они, спрятавшись на заднем сидении машины Энн, уезжают.
Вскоре Энн замечает их на заднем сидении, после чего обращается к ним за помощью, на что Блэки спрашивает, почему она обманула Эдди, не сказав, что в шкатулке ожерелье. Энн рассказывает, что не подозревала, что возвращение ожерелья окажется настолько опасным делом, и кроме того, как она утверждает, это её ожерелье. Энн сознаётся, что Неджино шантажирует её. Всё началось с того, что в 17-летнем возрасте она вышла замуж за Неджино, который в то время был её педагогом драматического искусства, и она безумно в него влюбилась. Отец Энн, как она тогда поняла, аннулировал этот брак, поле чего она вышла замуж за Рекса. Некоторое время спустя Неджино нашёл Энн и заявил ей, что их брак так и не был аннулирован. Хотя, возможно, это была ложь, но Энн опасалась, что это может разрушить её брак, так как Рекс происходил из влиятельной южной семьи, которой были не нужны скандалы. Неджино начал вытягивать из неё деньги, и в какой-то момент она отдала ему своё ожерелье. Вчера Энн попыталась вернуть его, так как Рекс стал спрашивать, куда оно пропало. Послезавтра годовщина её свадьбы, и она должна иметь ожерелье к этому моменту. Блэки и Коротышка выходят из машины, успокаивая Энн и отправляя её домой.
Через чёрный ход Блэки и Коротышка проникают в кабинет Неджино, и Блэки забирает шкатулку с ожерельем, которую спрятал в шкафу. В этот момент из-за тайной двери выходит Неджино с пистолетом в руке и требует отдать ему ожерелье. Когда Блэки отказывается отдать ожерелье, Неджино открывает дверь и поручает Сандре вызвать полицию. Она как бы незаметно для медиума назначает Блэки встречу в ресторане, а затем роняет телефон и начинает кричать. Воспользовавшись этим моментом, Блэки нападает на Неджино, запирает его в комнате и сбегает. В ресторане Сандра рассказывает Блэки, что проработала на Неджино несколько лет, и верила в него, но в последнее время он изменился. Вероятно, он оказался замешан в чём-то нехорошем, и это пугает её. Сандра не может рассказать Блэки всего, так как у Неджино есть компромат и на неё. Сандра говорит, что если Блэки поможет ей, то одновременно поможет и себе, и Энн. По её словам, у Неджино есть коробка с конфиденциальными материалами, ключи от которой он держит при себе. Сейчас Неджино перепрятал коробку в лабораторию своего соседа, доктора Нэша, который работает на Неджино после потери врачебной лицензии. Блэки обещает разобраться с Неджино. Вместе с Сандрой они проходят в лабораторию, где собираются открыть большой металлический ящик. В этот момент Сандра подаёт медиуму незаметный сигнал в соседнюю комнату, и тот вызывает полицию. Пока Блэки готовит состав, чтобы вскрыть ящик, он просит Сандру принести ему полотенце. Она выходит в соседнюю комнату, где натыкается на труп доктора Нэша, у которого из головы торчит нож. Она кричит и убегает через другую дверь. Увидев тело, Блэки и Коротышка также пытаются бежать, но в дверях натыкаются на инспектора Фаррадэя и его людей. Полицейский собираются арестовать Блэки, но в этот момент в лаборатории раздаётся мощный взрыв, по-видимому, раствора, который сделал Блэки, и ему вместе с Коротышкой удаётся сбежать. Они делятся, договариваясь встретиться следующим вечером в ломбарде Джамбо Мэдигана.
Когда начинается полицейская облава на Блэки, он выдаёт себя за никому не примечательного пьяного, и его отправляют в камеру полицейского участка на всю ночь. Утром к инспектору Фаррадэю приходят сделать заявление Энн вместе с мужем, а также доставляют пойманного Коротышку, который спал на улице. Когда Блэки выпускают из участка, он звонит по общественному телефону Фаррадэю и предлагает ему сделку: тот отпускает Коротышку, а Блэки раскрывает дело об убийстве сегодня до полуночи. После того, как Фаррадэй даёт Коротышке уйти, Блэки вместе с ним приезжает в ломбард к своему старому знакомому Джамбо Мэдигану (Джозеф Крехан), показывая ему ожерелье. Джамбо подтверждает, что оно принадлежит Энн. По его словам, она вовсе не сумасшедшая, и из очень обеспеченной семьи, а вот её муж Рекс до женитьбы за душой не имел ни гроша. Видимо, ради получения наличных Рекс слегка переделал ожерелье, сняв с него с целью продажи некоторые дорогие украшения, которые заменил на более простые. Из офиса Джамбо Блэки звонит Энн и просит её приехать в ломбард, не зная, что разговор по параллельной линии подслушивает Рекс.
В ломбарде Блэки отдаёт Энн её ожерелье, а затем заявляет, что она плохо знает своего мужа. Уточнив, что Энн никогда не встречалась с семьёй Рекса и никогда не видела его банковской книжки до свадьбы, Блэки заявляет, что он всё это время жил за её счёт. Когда она возражает, что за два года женитьбы Рекс не попросил у неё ни цента, Блэки напоминает, что зато она передала много денег Неджино. И, как полагает Блэки, часть этих денег от Неджино попадала к Рексу. Он говорит, что до свадьбы Рекс был банкротом, и он может доказать это. В тот момент, когда Блэки предлагает Энн пойти в полицию и заявить, что Рекс и Неджино вместе грабили её, с улицы через окно Рекс стреляет в жену. Блэки вызывает скорую помощь и звонит инспектору Фаррадэю. Затем Блэки даёт указание Коротышке сдаться полиции и рассказать там в точности всё, что произошло, после чего скрывается. Энн доставляют в больницу, куда немедленно приезжает Рекс. Узнав, что по приказу Фаррадэя, никому не сообщают, каково состояние Энн, Рекс требует немедленной встречи с женой. Вскоре появляется другой офицер полиции, заявляя, что Энн умерла, но Рекса к ней по-прежнему не допускают. Рекс уходит, и Фаррадэй следует за ним, не зная, что за Рексом следит и Блэки.
Блэки заходит в офис Неджино, где попадает на Сандру. Он говорит, что ему известно о том, что Неджино сейчас в соседней комнате беседует с Рексом. В этот момент Блэки видит в окно, как к дому подъезжает Фаррадэй с инспектором Мэтьюзом, после чего требует, чтобы Сандра молчала о нём, а сам прячется в соседней комнате. Детективы заходят в кабинет Наджино и в присутствии Рекса требуют, чтобы медиум немедленно вышел на связь с духом убитой Энн, и Неджино обещает сделать это через пятнадцать минут. Оставшись один для подготовки к сеансу, Неджино достаёт длинный нож. В этот момент из-за занавески выходит Блэки, демонстрируя, что в кармане у него пистолет. По просьбе Блэки Неджино отбрасывает нож, а затем просит Блэки перестать делать вид, что у него в кармане пистолет. Блэки отмечает, что Неджино мастерски организовал убийство Эдди прямо у него под носом, а затем убил доктора Нэша, подставив Блэки. Неджино говорит, что больше искать в лаборатории Нэша нечего, так как он всё там сжёг. Сейчас, как догадывается Блэки, на спиритическом сеансе Неджино собирается представить всё так, что это Блэки убил Энн. Неджино бьёт его в челюсть…
В комнате перед сеансом Фаррадэй расставляет полицейских, а также сажает около себя Коротышку и Рекса. Появляется доктор Неджино и ложится на кушетку. Сандра привязывает его ремнями и гасит свет. Неджино вызывает дух Энн. В дымке появляется изображение Энн, которое называет Рекса виновником её смерти. Она говорит, что в ломбарде она видела, как Рекс достал пистолет и выстрелил. Нетерпеливый Рекс выхватывает из кармана оружие и стреляет в изображение Энн, разбивая зеркало, в котором она отражается. Когда Рекса хватает полиция, он обвиняет Неджино в убийстве Эдди и доктора Нэша. Он также заявляет, что медиум получал большую часть денег от их аферы, после чего дважды стреляет в неподвижно лежащее тело на кушетке. Однако, как выясняется, Блэки проделал за Неджино его трюк. Под видом медиума он лёг на кушетку, а затем незаметно подменил своё тело манекеном. Уже из укрытия Блэки произнёс от лица медиума слова о том, что это Рекс убил Энн. Затем Блэки просит войти Энн, которая оказывается живой и здоровой. Блэки говорит, что Рекс совершил две ошибки. Во-первых, он начал стрелять, не имея никакой практики, и во-вторых он подтолкнул Неджино на этот сеанс, с помощью которого его самого разоблачили и получили от него признание. Как выясняется, Блэки тайно действовал вместе с Фаррадэем, чтобы обмануть Рекса и Неджино и заставить их раскрыть свой преступный план.

## В ролях
- Честер Моррис — Хорацио «Бостонский Блэки» Блэк
- Джефф Доннелл — Энн Паркс Данкан
- Джордж Э. Стоун — Коротышка
- Ричард Лейн — инспектор Джон Фаррадэй
- Марвин Миллер — доктор Неджино
- Дасти Андерсон — Сандра
- Уилтон Графф — Рекс Данкан
- Мюррей Алпер — Эдди Александер, шофёр
- Фрэнк Салли — детектив сержант Мэттьюз
- Форбс Мюррей — доктор Пёрселл Нэш
- Джозеф Крехан — «Джамбо» Мэдиган, хозяин ломбарда

## Создатели фильма и исполнители главных ролей
Режиссёр фильма Д. Росс Ледерман известен по фильмам «Месть Тарзана» (1938), «Тело исчезает» (1941), «Пресловутый Одинокий волк» (1946) и «Бостонский Блэки и закон» (1946).
В период с 1917 по 1970 год Честер Моррис сыграл в 83 фильмах, среди которых «Алиби» (1929, фильм принёс ему номинацию на «Оскар» как лучшему актёру в главной роли), «Развод» (1930), «Шепот летучей мыши» (1930), «Женщина с рыжими волосами» (1932), «Пятеро вернувшихся назад» (1939), а также исполнил роль Бостонского Блэки в 14 фильмах киноцикла в период 1941—1949 годов.
Джефф Доннелл сыграла заметные роли второго плана в таких фильмах нуар, как «Сила Свистуна» (1945), «Ночной редактор» (1946), «В укромном месте» (1950), «Синяя гардения» (1953) и «Сладкий запах успеха» (1957).

## История создания фильма
Рабочее название фильма — «Личный призрак Бостонского Блэки» (англ.  Boston Blackie's Private Ghost).
Согласно информации «Голливуд Репортер» от января 1946 года, первоначально главную романтическую роль в картине должен был играть Джим Бэннон.
Фильм находился в производстве с 7 января по 21 января 1946 года. Премьера фильма состоялась в Лос-Анджелесе 25 апреля 1946 года. Фильм вышел на широкие экраны 2 мая 1946 года.

## Оценка фильма критикой
По мнению историка кино Нима Ньюмана, этот фильм «ближе всех остальных в цикле к жанру детективного расследования, хотя мы узнаём о вине главного преступника ещё до того, как это делает Блэки, устанавливая свою ловушку». Как отмечает Ньюман, «фильм также привлекает введением темы мнимых привидений, что роднит его с такими детективами, как „Дело о драконе-убийце“ (1934), „Замок в пустыне“ (1942), „Сокол и студентки“ (1943) и „Багровый коготь“ (1944), делая их наполовину фильмами ужасов».
По словам критика, в этой картине «много времени проходит в жуткой темноте, что стало новой чертой для сериала,… а кульминацией картины становится зловещий, призрачный (хотя и очевидный) сеанс, в котором Энн изображает собственное привидение, а Блэки изображает Неджино, чтобы обвинить её мужа в шантаже и убийстве».
Помимо исполнителей главных ролей, Ньюман обратил внимание на игру «Дасти Андерсон в роли хорошей-плохой ассистентки Неджино и Джозефа Крехана в небольшой колоритной роли Джамбо Мэдигана (здесь он более жёсткий и более корыстный, чем обычно)».